# Silene sieboldii
Silene sieboldii är en nejlikväxtart som först beskrevs av Van Houtte, och fick sitt nu gällande namn av Hiroyoshi Ohashi och H. Nakai. Silene sieboldii ingår i släktet glimmar, och familjen nejlikväxter. Inga underarter finns listade i Catalogue of Life.